# Оенсія
Оенсія (ісп. Oencia) — муніципалітет в Іспанії, у складі автономної спільноти Кастилія-і-Леон, у провінції Леон. Населення — 373 особи (2010).
Муніципалітет розташований на відстані близько 360 км на північний захід від Мадрида, 110 км на захід від Леона.
На території муніципалітету розташовані такі населені пункти: (дані про населення за 2010 рік)
- Арнадело: 60 осіб
- Арнадо: 56 осіб
- Хестосо: 42 особи
- Лусіо: 17 осіб
- Кастропетре: 15 осіб
- Оенсія: 118 осіб
- Лейросо: 6 осіб
- Санвітуль: 10 осіб
- Вільяррубін: 49 осіб

## Демографія
Динаміка населення (INE ):